# The Kid Superpower Hour with Shazam!
Kid Superpower Hour with Shazam! foi um programa de TV americano para crianças de 1981, produzido no estúdio Filmation. Uma parte do show mostrava a série de animação Shazam!, com as aventuras de Capitão Marvel da DC Comics, outra parte mostrava a série de animação Hero High (Escola de Heróis), e as animações eram intercaladas por sequencias live-action com os atores que interpretaram os personagens de Hero High vestidos como os próprios, em meio a um auditório formado por crianças, onde animavam a garotada e contavam piadas. No Brasil, ficaram conhecidas apenas as duas séries de animação, que foram exibidas no Balão Mágico, extinto programa da Rede Globo, por volta de 1983; a parte só com os atores não foi exibida aqui.

## Sequencia Shazam!
Shazam! era o ponto alto do show. Esta foi a adaptação mais próxima aos quadrinhos da época, pois mostrava a Família Marvel e os tradicionais inimigos, Dr. Silvana, Adão Negro, etc.

### Dublagem (EUA)
- Burr Middleton ... Captain Marvel/Billy Batson
- Alan Oppenheimer ... Dr. Sivana, Mr. Tawny, Uncle Dudley, and Mr. Mind
- Norm Prescott ... Narrator
- Barry Gordon ... Captain Marvel, Jr./Freddy Freeman
- Dawn Jeffory ... Mary Marvel/Mary Batson

### Dublagem (Brasil)
Estúdios Herbert Richers
- Júlio Chaves ....Capitão Marvel
- Ricardo Schnetzer .... Capitão Marvel Jr. (1ª Voz)
- Cleonir dos Santos .... Capitão Marvel Jr.
- Vera Miranda .... Mary Marvel
- José Santa Cruz .... Tio Dudley
- Mário Monjardim .... Dr. Sivana
- Ionei Silva .....Sr.Cerebro
- Isaac Bardavid .... Ibac e Adão Negro
- Orlando Drummond .... Tigre Tony

## Sequencia Hero High
Hero High (Escola de Heróis) mostrava uma escola onde jovens heróis aprendiam como lidar com seus superpoderes.  
"Bem vindos a escola para Heróis!
Uma escola para super adolescentes!
Eles são, super elegantes, super rápidos, super ágeis, ou apenas super tolos.
São indivíduos que agem em equipe.
Os heróis nota 10, sempre prontos para ajudar você!
Usam sempre os seus super poderes para ajudar uns aos outros.
Essa é a Escola para Heróis, a única escola que vale tudo!"

### Dublagem (EUA)
- John Berwick ... Rex Ruthless
- Jere Fields ... Misty Magic
- Jim Greenleaf ... Weatherman
- Christopher Hensel ... Captain California
- Maylo McCaslin ... Dirty Trixie
- Rebecca Perle (como Becky Perle)... Glorious Gal (Glória Gloriosa)
- Johnny Venocour ... Punk Rock (Zé da Guitarra)